# Бардеш, Морис
Морис Бардеш (фр. Maurice Bardèche, 1 октября 1907 — 30 июля 1998) — французский искусствовед и журналист, один из ведущих представителей неофашизма и отрицания Холокоста в Европе.
Был шурином коллаборационистского писателя, поэта и журналиста Робера Бразийака, казненного после освобождения Франции в 1945 году.
Основные работы Бардеша включают «Историю кино» (1935) в соавторстве с Бразийяком; литературные исследования Оноре де Бальзака; работы, пропагандирующие фашизм и отрицание Холокоста в русле идей таких деятелей, как Пьер Дриё Ла-Рошель и Хосе Антонио Примо де Ривера. Рассматриваемый как отец-основатель движения отрицания Холокоста, Бардеш представил в своих работах многие неофашистские и отрицающие Холокост пропагандистские приемы, их методологию и идеологическую структуру. Его деятельность считается основополагающей в возрождении ультраправых идей в Европе в период кризиса идентичности в 1950—1960-х годах.

## Биография

### До Второй мировой войны

#### Юность и образование (1907—1932)
Морис Бардеш родился 1 октября 1907 года в Дён-сюр-Ороне, в скромной прореспубликанской и антиклерикальной семье. Он учился в лицее Буржа, затем поступил в лицей Людовика Великого в Париже, где в 1926 году познакомился с Тьерри Молнье и Робером Бразийяком. Бразийяк познакомил его с морасистскими националистическими и антисемитскими кругами. В 1928 году Бардеш был принят в престижную Высшую нормальную школу в Париже, где в 1932 году получил степень агреже. В этот период Бардеш писал для роялистской и ультраправой газеты «L'Étudiant français», издаваемой организацией «Французское действие».

#### В межвоенный период (1933—1939)
В 1933 году Бардеш и Бразийак переехали в Вожирар, где прожили три года, пока Бардеш преподавал в колледже Сент-Женевьев в Версале. В июле 1934 года Бардеш женился на Сюзанне, сестре Бразийака. Вместе со своим теперь уже шурином Бразийаком Бардеш в 1935 году издал книгу «История кино» — исследование зарождающегося киноискусства. По мнению историка Элис Каплан, это была «вероятно, первая общая история кино, написанная во Франции, если не в мире». Работая в журнале «Revue française», Бардеш также стал кинокритиком в журналах «1933» и «L’Assaut».
Во время гражданской войны в Испании Бардеш поддерживал Франсиско Франко. В 1939 году совместно с Бразийаком отредактировал профранкистскую книгу «Histoire de la guerre d’Espagne» («История войны в Испании»). В 1938 году Бардеш опубликовал в газете «Je suis partout» резко антисемитскую статью по «еврейскому вопросу».

### Во время Второй мировой войны
Защитив диссертацию о творчестве Оноре де Бальзака в мае 1940 года, Бардеш получил докторскую степень по литературе и впоследствии был временно назначен профессором в Сорбоннском университете. Затем с 1942 по 1944 год он был профессором французской литературы в Лилльском университете. Поддерживал действия французских коллаборантов, сотрудничавших с нацистами. В этот период написал три статьи об искусстве (Стендаль, Бальзак и кино) для антисемитской и коллаборационистской газеты «Je suis partout», главным редактором которой до 1943 года был Бразийак.
1 сентября 1944 года, после освобождения Парижа, Бразийак сам сдался властям и был помещён в тюрьму. Бардеш также был арестован за статьи для журнала «Je suis partout». В январе 1945 года Бразийак был приговорен к смертной казни за передачу разведданных противнику во время войны. Бардеш был приговорен к одному году тюремного заключения. Он потерял кафедру в университете и на некоторое время был выселен из своей квартиры.
После войны мировоззрение Бардеша сильно изменилось под влиянием смерти Бразийака и волны судов против коллаборационистов после освобождения Франции, что выразилось у него, в первую очередь, в ненависти к марксизму и многолетних усилиях в виде «личного крестового похода за очищение фашизма» и представление его как достойной идеологии. В апреле 1959 года Бардеш заявил националистическому журналу «Jeune Nation»: «Я очень любил Бразийака, я им восхищался; и, не скрываю от вас, именно смерть Бразийака и судебные чистки превратили меня в политического зверя. До этого дня политика меня совершенно не интересовала; с тех пор я сразу же пошёл в политику». Ещё находясь в тюрьме в 1945 году, Бардеш начал разрабатывать собственное определение фашизма, исключающее полицейские репрессии, антисемитизм и экспансионистский империализм, пытаясь представить эту идеологию, по словам исследователя Яна Р. Барнса, как «юношеское торжество и ликование, новый антибуржуазный образ жизни и существование лихорадочного активизма». А образ Бразийака в послевоенную эпоху во французских ультраправых кругах превратился в мученика фашизма, чему Бардеш сильно поспособствовал.

### Фашистский писатель

#### «Ревизионистская» трилогия (1947—1950)
Сразу после войны Бардеш открыто заявлял, что чувствовал себя «иностранцем» во Франции, которую он воспринимал как «оккупированную страну». В 1947 году он написал книгу «Письмо Франсуа Мориаку», который в 1945 году безуспешно пытался убедить Шарля де Голля амнистировать Бразийака. В этой книге Бардеш осудил французское Сопротивление и послевоенные судебные «чистки», заявив о легитимности режима Виши и коллаборационизма. В 1948 году он основал «ревизионистскую школу», выступая против того, что он назвал «фальсификацией» и «манипуляцией» истории, совершённой союзниками по антигитлеровской коалиции.
В 1948 году Бардеш изложил свой «ревизионистский» тезис в следующей книге «Нюрнберг, или Земля обетованная», продолжении «Письма к Франсуа Мориаку». Как выразилась историк Валери Игуне: «Если, как показывает нам Морис Бардеш, история, написанная об оккупации, ложна, то почему история Второй мировой войны не может быть такой же?» Более того, Бардеш писал, что нацистские лагеря смерти были «изобретениями» союзников, созданными для обеления их собственных преступлений. Евреи были представлены как несущие полную ответственность за войну и также обвинялись в фальсификации истории. Отвергнутые как изобретатели Холокоста, евреи якобы разработали секретный план, чтобы «отомстить Германии» и получить международную поддержку для создания своего национального государства. Если Бардеш не опровергал тот факт, что евреи страдали или подвергались преследованиям во время войны, но отрицал реальность их истребления. Это был первый случай после окончания войны, когда кто-то открыто написал, что сомневается в существовании Холокоста. Книга, которая была продана тиражом в 25 000 экземпляров, была сочтена судом «оправданием преступления убийства», и весной 1952 года Бардеш был приговорен к одному году тюремного заключения и денежному штрафу. Сама книга была запрещена, но распространялось тайно. Бардеш провел в тюрьме всего 2-3 недели, затем был амнистирован президентом Рене Коти. Чтобы избежать проблем в распространении своих профашистских идей, Бардеш основал собственное издательство Les Sept Couleurs, название которого взято от одного из романов Бразийака.
В 1950 году Бардеш выпустил последний том своей ревизионистской теории, «Нюрнберг II, или Лжемоннёры», повторив то, что он написал ранее. Новизна этого тома заключалась в построении повествования, которое Бардеш построил вокруг истории Поля Рассинье, ставшего отрицателем Холокоста. Бардеш пришёл к выводу, что капо были хуже эсэсовцев, и снова выразил сомнения в существовании газовых камер. После выхода своей ревизионистской трилогии Бардеш приобрёл очень высокий статус в международном ультраправом движении. Как позже писал неофашистский активист Франсуа Дюпра, Бардеш «показал, что „фашистские“ крайне правые нашли своего интеллектуального лидера». При этом Бардеш оставался авторитетным учёным как ведущий знаток творчества Оноре де Бальзака и Стендаля.

#### Неофашистский активизм (1951—1969)
Для пропаганды своих неофашистских идей Бардеш занялся политикой. В декабре 1950 года он посетил Германию, где выступил с речами с оправданием коллаборационизма и осудив французское Сопротивление перед аудиторией, состоявшей преимущественно из бывших нацистов. Бардеш также был связан с «Лигой независимых интеллектуалов» и покровительствовал журналу «Реализм», органу «Союза реалистов». Бардеш стал одним из основателей «Французского национального комитета» — организации, объединяющей экстремистские группы, но вышел из неё, когда движение под руководством Рене Бине встало на путь яростного антисемитизма. Вместо этого Бардеш основал более умеренный «Комитет по координации Французских национальных сил».
В конце 1950 года Бардеш организовал в Риме конгресс европейских национальных движений, чтобы начать координировать неофашистские группы. После этого Бардеш посетил в 1951 году учредительное собрание Европейского социального движения в Мальмё, на которое приехали 100 делегатов из Европы, включая Освальда Мосли. Бардеш представлял Францию в «Национальном комитете Франции». В феврале 1954 года он вместе с Пьером Сидосом и Жаном-Луи Тиксье-Виньянкуром принял участие в памятных мероприятиях по Роберу Бразийяку, организованных неофашистской группой Jeune Nation. В мае 1954 года Бардеш с Тиксье-Виньянкуром стал одним из основателей Французского национального объединения. Перед этим, ещё в 1952 году, они вдвоем основали журнал Защита Запада, задуманный как трибуна для молодых фашистов, где они могли бы высказывать свои взгляды, и, по словам Барнса, «возрожденный и переименованный Je suis partout». Во время Алжирской войны (1954—1962) Бардеш написал множество статей в защиту французского Алжира, колониализма стран третьего мира и сегрегации по этническому признаку.
В отличие от некоторых своих современников, Бардеш не скрывал фашистских взглядов и написал в первом предложении своей работы «Что такое фашизм?» (1961): «Я писатель-фашист». Книга стала известным теоретическим трудом о послевоенном фашизме как во Франции, так и за рубежом. Переведённая на итальянский язык, она стала любимой книгой у местных фашистов. Именно Алжирская война и политический кризис, который она спровоцировала во французской метрополии, сделал фашистские идеи на какое-то время более приемлемыми в обществе, что позволило Бардешу публично представить себя сторонником фашизма, в чём он до тех пор никогда открыто не признавался.
В 1969 году Бардеш опубликовал книгу «Спарта и южане», в которой писал, что крайне правые мыслители не должны рассматривать людей через призму идеологии, и что он видит ошибку в «рациональном и абстрактном определении человека» в трудах левых".

### Последние годы жизни

#### Возвращение к литературоведению (1971—1998)
Бардеш написал работы о французских романистах Оноре де Бальзаке, Марселе Прусте, Гюставе Флобере, Луи-Фердинанде Селине и Леоне Блуа, которые признаны и часто цитируются в библиографиях. Параллельно он продолжал публиковать неофашистские статьи и памфлеты, отрицающие Холокост, включая книгу Робера Фориссона «Проблема газовых камер» (1978).
По словам литературоведа Ральфа Скулкрафта, «было бы ошибочно делать вывод о разрыве между правой пропагандой Бардеша и его литературной критикой. […] Он отдавал предпочтение тотализированному видению, которое организовывало всё творчество писателя в некую органическую систему, работающую на благо определённого, всеобъемлющего замысла. Критики считали этот эстетический взгляд на литературное искусство аналогичным представлениям о фашистской утопии, где автор позиционировался как абсолютный авторитет, иерархически выстраивающий элементы и стремящийся к полному единству за счёт разнообразия и двусмысленности».

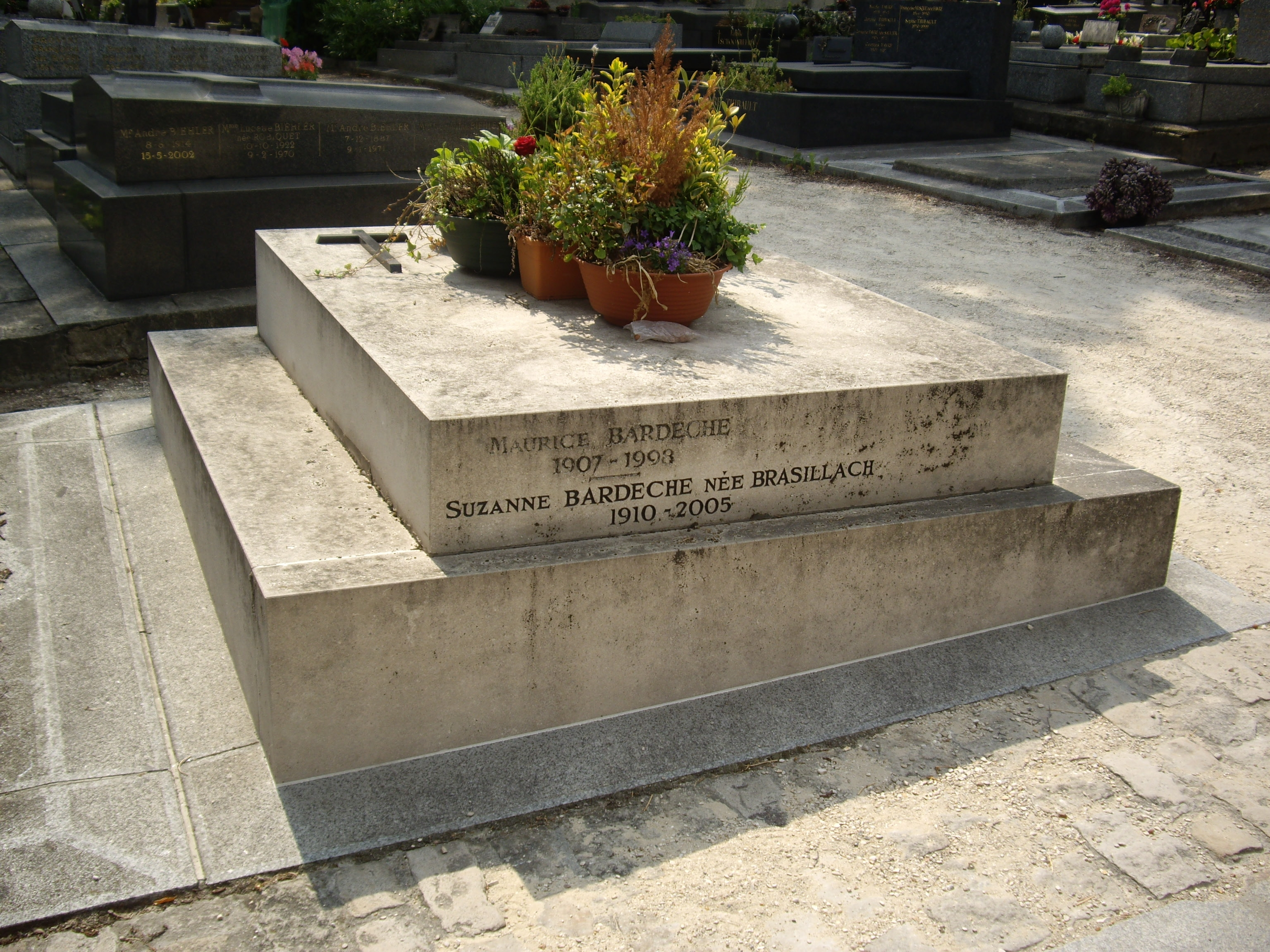
Могила Бардеша и его жены

#### Смерть
Морис Бардеш умер 30 июля 1998 года в Кане-ан-Руссийон. Жан-Мари Ле Пен, возглавлявший тогда партию «Национальный фронт», назвал его «пророком европейского возрождения, на которое он долго надеялся». Жена Бардеша Сюзанна, сестра Робера Бразийака, умерла в 2005 году.

## Взгляды
По мнению политолога Жизлен Десбюссон, Бардеш был скорее политическим писателем, чем доктринером; вместо того, чтобы пытаться создать общую доктрину, он «мечтал о фашизме» и был больше заинтересован в возрождении метафизического взгляда на природу человека. По мнению Бардеша, фашизм был скорее «идеей», эстетикой и «образом жизни», чем предвыборным проектом. Его главными ценностями должны были быть ценности «солдата» — храбрость, верность, дисциплина и преданность — и ценности «гражданина», поскольку в действительности солдатские ценности применялись и к гражданской жизни.
Бардеш подвергал сомнению преступления нацистов и обвинял союзников по антигитлеровской коалиции в военных преступлениях и пропаганде, в бомбардировке Дрездена и атомных ударах по Хиросиме и Нагасаки. Он утверждал, что демократический идеализм создал замкнутый мир, подобный тому, которого добился марксизм, и что Нюрнбергский процесс, криминализировав фашистское сознание, подорвал индивидуальную автономию. По мнению Барнеса, демократическое мировоззрение в представлении Бардеша было «репрессивным, поскольку осуждало фашистские чувства посредством преследований», и в ответ Бардеш «заложил идеологическую основу оборонительного характера: он представлял борьбу за выживание в новом мире как процесс идеологического дарвинизма».
Занимая необычную для ультраправых деятелей позицию, Бардеш восхвалял некоторые республиканские и социалистические события французской истории: каждый год он возлагал венок к Стене коммунаров в память о Парижской коммуне 1871 года, и стал одним из основателей в мае 1966 года «Ассоциации друзей французского социализма и Коммуны». Бардеш также превозносил ислам, восхваляя «мужественность исламской религии и цивилизации». В работе «Что такое фашизм?» (1962) он писал: «В Коране есть что-то воинственное и сильное, что-то мужественное, что-то римское, так сказать».

### Неофашизм
В 1961 году Морис Бардеш пытался переосмыслить природу фашизма в книге «Что такое фашизм?», ставшей влиятельной среди европейских ультраправых. Он утверждал, что предыдущие фашисты, по сути, совершили две ошибки: они сосредоточили свои усилия на методах, а не на изначальной сути и принципах; и они ошибочно полагали, что фашистское общество может быть достигнуто посредством национального государства, а не посредством строительства Европы. По его мнению, фашизм мог пережить XX век в новом метаполитическом виде только в том случае, если его теоретикам удастся разработать изобретательные методы, адаптированные к изменениям своего времени, для продвижения основного политико-культурного фашистского проекта, а не пытаться возродить обреченные режимы:
Бардеш начал разрабатывать собственную интерпретацию фашизма, который он определял как юношеское и героическое восстание против устоявшихся интеллектуальных структур и как защиту Европы от влияния как капиталистической Америки, так и коммунистической России. Он пытался преуменьшить значение элементов фашистской доктрины, которые обычно ассоциировались с крайне правыми режимами военного времени, называя их «попытками» в более широкой истории фашизма, а не образцами для подражания в будущем. Бардеш отвергал однопартийное государство, абсолютность принципа фюрера, миф о «провиденциальном вожде» и стремился отделить фашизм от антисемитизма. Отвечая на вопрос об оппозиционном меньшинстве, он заявил: «У фашистского режима всегда будет небольшое меньшинство противников», но их следует «оставить в покое», пока они не мешают глобальному проекту. Бардеш отрицал систематические преследования евреев нацистами исключительно по признаку их расы. Его модель фашистского режима правления близка к плебисцитному, допускающему дискуссии и дебаты, если только они не отклоняются от глобальных фашистских принципов. По словам Барнса, Бардеш «стремился лишить фашизм его ужасного прошлого и разоблачить его сущность, искажённую действиями Муссолини, Гитлера и других», и «предавался приступам самокритики лишь для того, чтобы наполнить содержанием и добиться признания своих идей».
Бардеш рассматривал эгалитарную концепцию Просвещения как размывающую чёткие расовые различия и важнейшие различия, а также как средство «низвести людей в обществе до положения муравьёв». Европа политиков, писал Барнс, была «неспособна защитить себя от проникновения и подрывной деятельности и бессильна против иностранного вторжения, поскольку превратила антирасизм в догму». Бардеш также считал, что время национальных государств прошло, и вместо этого развивал идею «военно и политически сильного европейского блока», третьего пути между капиталистической Америкой и коммунистической Россией. Эта объединённая Европа изначально будет иметь форму конфедерации национальных государств, прежде чем превратиться в фашистское федеративное государство.
Хотя Бардеш и признавал Хосе Антонио Примо де Риверу, основателя Фаланги, своим главным учителем, но, в отличие от большинства своих ультраправых современников, не считал Фалангу идеальным примером для подражания в конце XX века. Хотя Бардеш и вдохновлялся дирижистским социализмом испанских фашистов, он пытался разработать теорию фашизма, адаптированную к послевоенным условиям, основанную на изначальной социалистической, национальной и иерархической идее. По его мнению, фашистское общество основано на идее о том, что только меньшинство, «физически более здоровое, морально более чистое, наиболее сознающее национальные интересы», может наилучшим образом представлять общество, и что эта элита должна полностью обслуживать менее одаренных, в рамках того, что он называл «феодальным договором».
Как резюмирует Барнс, определение фашизма Бардешем характеризовалось как «реформистский авторитарный и иерархический социализм; он порочил либерализм за его преследование личных интересов и критиковал марксизм за разжигание классовой борьбы. Он предлагал третью концепцию жизни, социальный морализм и национализм, альтернативную иерархию ценностей и социальную систему, противостоящую идеологиям Вашингтона и Москвы. Это общество мыслилось как органическое, а не механистическое, иерархическое, а не эгалитарное, и иррациональное, а не основанное на позитивистских рассуждениях».

### Отрицание Холокоста
Бардеш стремился создать «две школы» эквивалентности между фашистами и Сопротивлением. Эти методы были позднее расширены и развиты другими отрицателями Холокоста, такими как Поль Рассинье и Робер Фориссон, которые, по словам Барнса, «использовали текстовые заметки и академические ссылки, сосредоточив свои усилия по отрицанию на ограниченных объектах, полагая, что сомнение в незначительном историческом факте ставит под сомнение общую картину. Кроме того, они осудили ортодоксальных историков и создали атмосферу сомнения».
Чтобы доказать невиновность Германии, Бардеш опроверг специфичность гитлеровских преступлений, проведя моральную аналогию между советской и нацистской концентрационными системами. Не принимая во внимание попытки нацистов систематически уничтожать евреев и цыган, Бардеш считал, что русские просто были более искусны в пропаганде и сокрытии собственных преступлений. Нацистские лагеря смерти также представлялись как тщательное постфактум построенное еврейскими «техниками» (изображаемыми как архитекторы «изобретения Холокоста») и предназначенное для господства над миром посредством глобального секретного плана исторической маскировки.
Бардеш охарактеризовал нацистскую политику в отношении евреев как «умеренную» и «разумную» и считал, что Холокост был не чем иным, как «группировкой» еврейского народа в «резерв» посредством переселения населения в Восточную Европу (ссылаясь на план «Ниско-Люблин», отмененный в 1940 году). Другие его аргументы легли в основу последующих многочисленных работ, отрицающих Холокост: «свидетельства не являются достоверными и, по сути, исходили из уст евреев и коммунистов», «зверства, совершенные в лагерях, были делом рук депортированных [по сути, капо]», «в нацистских лагерях после первых немецких поражений наступила дезорганизация», «высокая смертность обусловлена „ослаблением“ заключенных и эпидемиями», «в Освенциме травили газом только вшей» и т. д.
В конце 1980-х годов Бардеш заявил о своей готовности «согласиться во всём», что поддерживал Национальный фронт, за исключением нечёткой повестки дня по еврейскому вопросу, который Бардеш считал решающим. В отличие от «оголтелого» антисемитизма таких писателей, как Люсьен Ребате и Луи-Фердинанд Селин, Бардеш пытался рационализировать свою антиеврейскую позицию. В интервью 1986 года историку Элис Каплан он заявил: «Антисемитизм Робера [Бразильяка, а следовательно, и его самого] и значительной части французов был антисемитизмом разума, который хотел ограничить еврейское влияние во Франции».

### Антиамериканизм
В своей книге 1951 года «Слово Кристофа Колумба» Бардеш объяснял, что Соединённые Штаты «зарезали не ту свинью» во время Второй мировой войны, и что антифашизм оказался лишь уловкой, созданной большевиками для господства в Европе. Поскольку с коммунизмом всегда боролись только националисты, в его трудах они представлены как единственные, способные построить подлинно антикоммунистическую Европу, естественно, в союзе с националистическими странами арабского мира против Америки и Израиля.

## Работы
- Maurice Bardèche. Histoire du cinéma / Maurice Bardèche, Robert Brasillach. — Denoël et Steele, 1935.
  - English translation: Maurice Bardèche. The History of Motion Pictures / Maurice Bardèche, Robert Brasillach. — New York : W. W. Norton & The Museum of Modern Art, 1938.
- Maurice Bardèche. Histoire de la guerre d'Espagne / Maurice Bardèche, Robert Brasillach. — Plon, 1939.
- Maurice Bardèche. Balzac romancier: la formation de l'art du roman chez Balzac jusqu'à la publication du 'Père Goriot', 1820-1835. — Plon, 1940.
- Maurice Bardèche. Lettre à François Mauriac. — La Pensée libre, 1947.
- Maurice Bardèche. Stendhal romancier. — La Table ronde, 1947.
- Maurice Bardèche. Nuremberg ou la Terre promise. — Les Sept Couleurs, 1948.
- Maurice Bardèche. Nuremberg II ou les Faux-Monnayeurs. — Les Sept Couleurs, 1950.
- Maurice Bardèche. L'Europe entre Washington et Moscou. — R. Troubleyn, 1951.
- Maurice Bardèche. L'Œuf de Christophe Colomb. Lettre à un sénateur d'Amérique. — Les Sept Couleurs, 1951.
- Maurice Bardèche. Les Temps modernes. — Les Sept Couleurs, 1956.
- Maurice Bardèche. Suzanne et le taudis. — Plon, 1957.
- Maurice Bardèche. Qu'est-ce que le fascisme ?. — Les Sept Couleurs, 1961.
- Maurice Bardèche. Histoire des femmes. — Stock, 1968.
- Maurice Bardèche. Sparte et les Sudistes. — Les Sept Couleurs, 1969.
- Maurice Bardèche. Marcel Proust, romancier. — Les Sept Couleurs, 1971.
- Maurice Bardèche. L'Œuvre de Flaubert. — Les Sept Couleurs, 1974.
- Maurice Bardèche. Balzac. — Juillard, 1980.
- Maurice Bardèche. Louis-Ferdinand Céline. — La Table Ronde, 1986.
- Maurice Bardèche. Léon Bloy. — La Table Ronde, 1989.
- Maurice Bardèche. Souvenirs. — Buchet-Chastel, 1993.